# GoogleCL
GoogleCL — утиліта Google з відкритим вихідним кодом для роботи з сервісами компанії з командного рядка. GoogleCL написаний повністю на мові програмування Python. Для звернення до сервісів використовується програмний інтерфейс Google Data API.
Зокрема, GoogleCL дозволяє писати в блог на Blogger.com, додавати події в календар Google Calendar і редагувати в будь-якій програмі документи, розташовані на Google Docs. Крім того, підтримується робота з Picasa і YouTube.
Наприклад, щоб відправити запис у блог, досить написати в командному рядку:
```
google blogger post - blog "My blog" - tags "python, googlecl, development" my_post.html
```

а щоб відредагувати список покупок в редакторі vim
```
google docs edit - title "Shopping list" - editor vim. 
```

Розробники GoogleCL запропонували всім охочим доповнити утиліту потрібними сервісами.